# 1/144スケール

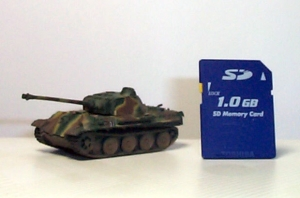
ワールドタンクミュージアム1/144スケールパンターG後期型

1/144スケール（ひゃくよんじゅうよんぶんのいちスケール）は、スケールモデルで用いられる国際標準スケールの1つである。航空機や戦闘車両などの模型を中心に、プラモデルやダイキャスト製完成品モデル、食玩などの縮尺として広く用いられている。また、キャラクターモデルでも標準的なスケールとして使用されている。

## 概要
1/144スケールは、1フィートを1ラインに縮小する（※1ライン＝1/12インチ＝1/144フィート）縮尺であり、模型の大きさや長さを実物の1/144（12-2、0.649%）に縮小することを意味する。当初はヤード・ポンド法を使用するイギリスやアメリカで、国際標準スケールの1/48（＝3/144）スケールや1/72（＝2/144）スケールでは大きくなりすぎる旅客機などの模型に使用されていたが、今日では第二次世界大戦時の戦闘機から現用のジェット機やヘリコプターまで多くのプラモデルが発売されている。ダイキャスト製の完成品模型も、旅客機や爆撃機を中心に発売されている。
1/144は十二進法に基づく数値であるが、1/144未満には十二進法は適用されず、1/350、1/500、1/700といった「十進法のキリ番を度数法のキリ番に近づけた数値」になっている｛度数法を適用すると、1/360（1÷1周）、1/540（1÷1周半）、1/720（1÷2周）、1/1080（1÷3周）…の順に小さくなる｝。
また、2000年代初めのワールドタンクミュージアムの大ヒット以降、日本の食玩やブラインドボックス仕様の完成品ないし半完成品の模型では1/144を採用した飛行機や戦車などが多数発売されている。特に1/144スケールのミリタリーモデルは、これまでウォーゲームのコマに用いられていた1/285や1/300スケールのほぼ2倍、1/76や1/87スケールに比べるとほぼ半分の大きさとなり、再現性とコレクション性を兼ね備えているため、欧米のコレクターやウォーゲームの愛好家にも好まれている。アニメのロボットなどのキャラクターモデルでも1/144は1/100と並ぶ主力スケールの一つであり、多くの製品が発売されている。
また、1/144スケールは鉄道模型のNゲージ（1/148～1/160）に近い縮尺のため、Nゲージのレイアウト内に1/144スケールの模型を組み込んだり、1/144スケールのジオラマにNゲージ用の建物や自動車などを流用することも行われている。

## プラモデル

### 航空機
かつては一光模型、ミツワモデル、クラウンモデルなどが、第二次世界大戦機や現用ジェット戦闘機などを発売していた。現在でも青島文化教材社の「双発小隊シリーズ」や童友社など、数多くのプラモデルメーカーが1/144スケールの航空機模型を発売しているほか、食玩などのスケールにも1/144スケールが使用される。

### 戦車
海洋堂から発売され、人気を博した「ワールドタンクミュージアム（WTM）」やドラゴンモデルズの「パンツァーコープス」や「マイクロアーマー」が1/144スケールである。

### 船舶
前述のようにミリタリー関連の車両や戦闘機が多く商品化されている手前、軍用の船舶が1/144スケールで商品化されることがある。他にはタカラトミーが展開していた「世界の艦船」や海洋堂がかつてレジンモデルで商品化した一部の深海潜水艇がこのスケールであった。また、Nゲージのストラクチャーの漁船やタグボートなどほぼ近似値のものもある。

### キャラクター物
バンダイから発売されている『機動戦士ガンダム』のモビルスーツのプラモデル、いわゆる「ガンプラ」がスタートした当初から、ガンプラのスケールは1/144スケールと1/100スケールの2種が主力であり、現在では「HGシリーズ」などが1/144スケールである。また、ガンダム以降20メートル大に設定されたロボットのプラモデルにこのスケールを採用することも多い。
- ミツワモデル
- クラウンモデル
- 青島文化教材社
- 海洋堂
- バンダイ
- 壽屋 - マブラヴシリーズのロボットプラモデルを発売。
- ワールドタンクミュージアム
- 1/144 ワークショップシリーズ
- 30 MINUTES MISSIONS - バンダイのロボットプラモデル
- Nゲージ
- 十二進法